# Wrenn Schmidt

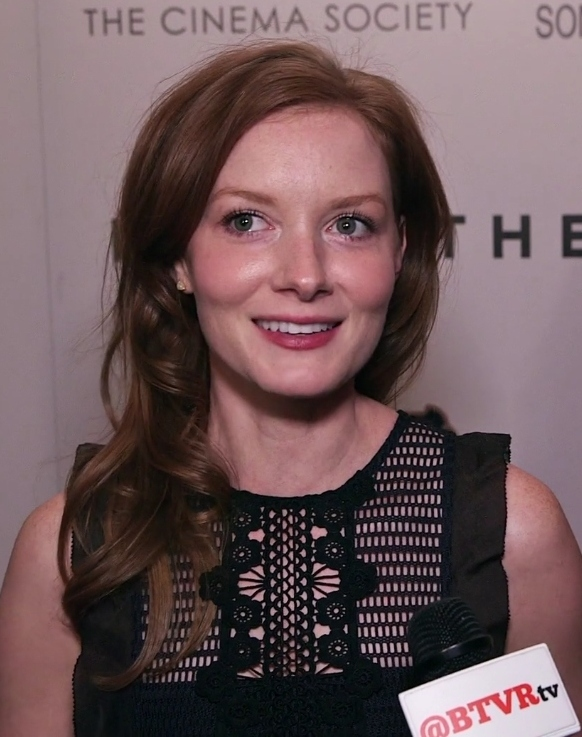
Wrenn Schmidt, 2016

Wrenn Schmidt (* 1982 oder 1983 in Lexington, South Carolina) ist eine US-amerikanische Fernseh- und Filmschauspielerin. Ihre im deutschsprachigen Raum bekanntesten Rollen sind die der Dr. Iris Campbell, die sie ab der vierten Staffel der Serie Person of Interest spielte, die der Julia Sagorsky in Boardwalk Empire sowie die der Kate in der zweiten Staffel von The Americans.

## Leben
Schmidt wurde in Lexington, South Carolina als Tochter eines deutschen Vaters geboren. 2005 schloss sie ihr Studium an der Southern Methodist University in Dallas, Texas ab.

## Filmografie (Auswahl)
- 2006: Law & Order (Fernsehserie, eine Folge)
- 2006: 3 lbs. (Fernsehserie, eine Folge)
- 2010: Mercy (Fernsehserie, eine Folge)
- 2010: Client 9: The Rise and Fall of Eliot Spitzer (Dokumentation)
- 2011: Javelina
- 2011: Our Idiot Brother
- 2011: Body of Proof (Fernsehserie, eine Folge)
- 2012: Blue Bloods – Crime Scene New York (Blue Bloods, Fernsehserie, eine Folge)
- 2012–2013: Boardwalk Empire (Fernsehserie, 10 Folgen)
- 2013: How to Follow Strangers
- 2014: Preservation
- 2014: The Americans (Fernsehserie, 6 Folgen)
- 2014: Tyrant (Fernsehserie, 4 Folgen)
- 2014: Unforgettable (Fernsehserie, eine Folge)
- 2014: Mary and Louise (Kurzfilm)
- 2014–2015: Person of Interest (Fernsehserie, 6 Folgen)
- 2015: I Saw the Light
- 2016: 13 Hours: The Secret Soldiers of Benghazi
- 2016–2017: Outcast (Fernsehserie, 20 Folgen)
- 2018: Sweetbitter (Fernsehserie, eine Folge)
- 2018: The Looming Tower (Fernsehserie, 10 Folgen)
- 2018–2019: Elementary (Fernsehserie, 2 Folgen)
- seit 2019: For All Mankind (Fernsehserie)
- 2022: Nope
- 2023: The Starling Girl
- 2023: Accused (Fernsehserie, eine Folge)